# Charlton Marshall
Charlton Marshall – wieś w Anglii, w hrabstwie Dorset. Leży 25 km na północny wschód od miasta Dorchester i 160 km na południowy zachód od Londynu.